# Dzoragyugh (Lori)
Dzoragyugh (in armeno Ձորագյուղ?) è un comune di 423 abitanti (2001) della Provincia di Lori in Armenia.